# Leipäsuo
Leipäsuo (Russe: Лейпясуо; Finnois: Leipäsuo) est un village du raïon de Vyborg dans l'oblast de Léningrad en Russie.

## Transport
Leipäsuo est une gare sur la voie ferrée Saint-Pétersbourg–Vyborg située dans l'isthme de Carélie.

## Histoire
Avant la guerre d'hiver Leipäsuo était un village de la municipalité de Muolaa dans la province de Viipuri en Finlande.